# هگزوباربیتال
هگزوباربیتال (انگلیسی: Hexobarbital) یا هگزوباربیتون که به هر دو شکل نمک اسیدی و سدیمی به‌عنوان Citopan, Evipan و Tobinal فروخته می‌شود، یک مشتق باربیتورات است که دارای اثرات خواب‌آور و آرام‌بخش است. این دارو در دهه‌های ۱۹۴۰ و ۱۹۵۰ میلادی به‌عنوان عاملی برای القای بی‌هوشی برای جراحی، و همچنین یک خواب‌آور سریع و کوتاه‌مدت برای استفاده عمومی مورد استفاده قرار گرفت و تأثیرات نسبتاً سریع و مدت اثر کوتاهی دارد. باربیتورات‌های مدرن (مانند تیوپنتال) تا حد زیادی جایگزین استفاده از هگزباربیتال به عنوان بیهوشی شده‌اند، زیرا امکان کنترل بهتر عمق بیهوشی را فراهم می‌کنند. هگزوباربیتال هنوز در برخی پژوهش‌های علمی به کار می‌رود.

## تاریخچه
دسته شیمیایی باربیتورات‌ها یکی از قدیمی‌ترین داروهای آرام‌بخش-خواب‌آور شناخته شده هستند که قدمت آن به معرفی باربیتال در اوایل سده بیستم میلادی بازمی‌گردد. در اروپای شرقی، هگزوباربیتال (و سایر باربیتورات‌ها) به‌طور منظم به عنوان دارو توسط زنان باردار که اقدام به خودکشی می‌کنند استفاده می‌شود. مدت‌ها تصور می‌شد که هگزوباربیتال دارای اثرات تراتوژنیک و جنینی بالقوه است. FDA آن‌ها را به‌عنوان رده D یا C بارداری طبقه‌بندی کرده‌است. با این حال، برخی پژوهش‌ها نشان می‌دهند که مصرف هگزوباربیتال ممکن است باعث ناهنجاری‌های مادرزادی شود.

## واکنش‌پذیری
یکی از ایزوآنزیم‌های سیتوکروم P450 توسط ژن CYP2B1 کدگذاری شده‌است، جایی که هگزوباربیتال بستر آن است. هگزوباربیتال و ایزوآنزیم می‌توانند از طریق یک واکنش هیدروکسیلاسیون، که در متابولیسم بیگانه‌بیوتیک‌ها نقش دارد، یک کمپلکس آنزیم-سوبسترا تشکیل دهند. غلظت هگزوباربیتال همچنین در فعالیت اکسیژناز و اکسیداز سیتوکروم P450 میکروزومی کبدی نقش دارد.
تری استیل اولاندومایسین، یک مهارکننده ایزوآنزیم CYP3A4، متابولیسم هگزوباربیتال و فعالیت بیولوژیکی را نیز مهار می‌کند، که نشان‌دهنده رابطه نزدیک میان هگزوباربیتال و سیتوکروم P450 است.

## فارماکولوژی
اثرات بیولوژیکی هگزوباربیتال در درجه نخست به توانایی آن در نفوذ به سیستم عصبی مرکزی بستگی دارد. هگزوباربیتال می‌تواند گیرنده‌های GABAA را مانند همه باربیتورات‌ها تقویت کند. طی سال‌ها مشخص شده‌است که انانتیومر S(+) هگزوباربیتال گیرنده‌های GABAA را به‌طور موثرتری نسبت به انانتیومر R(-) آن تقویت می‌کند. وقتی گابا به گیرنده GABAA متصل می‌شود، کانال‌های یون کلرید به‌گونه‌ای باز می‌شوند که یون‌های کلرید می‌توانند به درون نورون جریان پیدا کنند. این امر باعث یک هیپرپلاریزاسیون در پتانسیل غشایی نورون می‌شود که باعث می‌شود نورون کمتر بتواند پتانسیل عمل را آغاز کند؛ بنابراین، این نوع گیرنده، گیرنده انتقال دهنده عصبی بازدارنده اصلی در سیستم عصبی مرکزی پستانداران است. به عنوان یک تقویت کننده گیرنده GABAA، هگزوباربیتال به محل اتصال باربیتورات که در کانال یونی کلرید قرار دارد متصل می‌شود، در نتیجه اتصال GABA و بنزودیازپین‌ها به محل اتصال مربوطه خود را به صورت آلوستریک افزایش می‌دهد. افزون بر این، هگزوباربیتال باعث باز شدن کانال یونی کلرید به طولانی‌ترین حالت باز یعنی ۹ میلی‌ثانیه می‌شود و در نتیجه باعث افزایش اثر بازدارندگی پس سیناپسی می‌شود. بر خلاف گابا، گلوتامات مهم‌ترین انتقال‌دهنده عصبی تحریک‌کننده در مغز پستانداران است. افزون بر اثر مهاری، هگزوباربیتال، مانند همه باربیتورات‌ها، گیرنده‌های AMPA، گیرنده‌های کاینات، گیرنده‌های عصبی استیل‌کولین را مسدود می‌کند. و مهم‌تر از همه، باربیتورات‌ها با ایجاد یک بلوک کانال باز در کانال‌های کلسیم فعال با ولتاژ بالا نوع P/Q، آزادسازی گلوتامات را مهار می‌کنند. در مجموع، هگزوباربیتال با مهار انتشار گلوتامات و تقویت اثر GABA، باعث ایجاد یک اثر مضعف CNS بر روی مغز می‌شود.